# John Brosler
John Brosler (* 1997 Plano, Texas) je americký sportovní lezec, mistr USA, juniorský vicemistr světa a juniorský mistr Severní Ameriky v lezení na rychlost.
Pochází z Texasu, od roku 2015 studuje na University of Colorado at Boulder.

## Výkony a ocenění
- 2014: vítěz panamerického mistrovství juniorů v kategorrii B v lezení na rychlost
- 2016: nominace na světové hry 2017 v polské Vratislavi, za umístění na Panamerickém mistrovství 2016
- 2014,2017: mistr USA v lezení na rychlost

### Závodní výsledky
| Světové hry | Světové hry |
| Rok         | 2017        |
| ----------- | ----------- |
| Rychlost    | 5           |

| Světový pohár | Světový pohár | Světový pohár |
| Rok           | 2015          | 2017          |
| ------------- | ------------- | ------------- |
| Obtížnost     | —             | 0             |
| jednotlivě*   | —             | 78            |
| Rychlost      | 22            | —             |
| jednotlivě*   | 8             | —             |

* pozn.: nalevo jsou poslední závody v roce
| Mistrovství USA | Mistrovství USA | Mistrovství USA | Mistrovství USA | Mistrovství USA |
| Rok             | 2014            | 2015            | 2016            | 2017            |
| --------------- | --------------- | --------------- | --------------- | --------------- |
| Rychlost        | 1               | 2               | 2               | 1               |

| Mistrovství světa juniorů | Mistrovství světa juniorů | Mistrovství světa juniorů |
| Rok                       | 2013                      | 2015                      |
| ------------------------- | ------------------------- | ------------------------- |
| Rychlost                  | 3                         | 2                         |

| Panamerické mistrovství juniorů | Panamerické mistrovství juniorů | Panamerické mistrovství juniorů |
| Rok                             | 2012 kat. B                     | 2014 kat. A                     |
| ------------------------------- | ------------------------------- | ------------------------------- |
| Rychlost                        | 8                               | 1                               |
| Bouldering                      | 14                              | —                               |